# Milivoj Frković
Milivoj Frković (Petrinja, 1887. – Zagreb, 28. prosinca 1946.), hrvatski inženjer graditeljstva. Poznat je kao projektant i graditelj kamenih mostova i svođenih mostova od opeke. Autor je nekoliko znanstvenih radova o vodogradnjama i više stručnih članaka o mostogradnji.

## Životopis
Frković je 1906. maturirao na Kraljevskoj realnoj gimnaziji u Zagrebu, a 1914. diplomirao na građevno-inženjerskoj školi Visoke tehničke škole u Beču. Inženjerom vježbenikom kod Kraljevske kotarske oblasti u Petrinji postao je 1914., 1915. kod Kraljevskog građanskog ureda u Petrinji, a 1919. u građevinskom
odsjeku Kraljevske zemaljske vlade u Zagrebu. Pripravnik inženjer postao je 1920. a 1921. inženjer. Od 1929. bio je tehnički savjetnik u Tehničkom odjeljenju Kraljevske banske uprave Savske Banovine.

## Izbor iz djela
- pješački Savski most u Zagrebu
- svođeni Stari most u Sisku
- kameni Kosinjski most u Kosinju
- most od opeke u Kutini
- kameni most u Budaku (projekt)
- kameni most na Jadranskoj magistrali u Novome Vinodolskom preko rijeke Ričine (projekt)
- kameni most u Crikvenici preko rijeke Dubračine (projekt)
- čelični most u Karlovcu preko rijeke Kupe (projekt)

## Vanjske poveznice
- Frković, Milivoj Hrvatska tehnička enciklopedija, portal hrvatske tehničke baštine. LZMK

- Jure Radić: Arch bridges made by Croatian builder Milivoj Frkovic (engl.)